# Oizus
Oizus (em grego Ὀϊζύς , Oizýs), na mitologia grega, é uma daemon (espírito) que personifica a angústia, miséria e a tristeza. Segundo Hesíodo, é filha de Nix por si mesma , enquanto que Higino e Cícero lhe atribui a paternidade a Érebo. Oizus é uma das descendentes de Nix que representam os males do mundo, sendo irmã, por exemplo, de Tânato (a Morte), Geras (a Velhice), Éris (a Discórdia) ou Apáte (o Engano). Ela é uma deusa menor sem grandes seguidores de culto, mas uma deusa primordial da miséria e da tristeza com uma certa quantidade de peso mitológico. Sua equivalente na mitologia romana é Miseria.